# Porsche Macan
Porsche Macan (Tip 95B) este un SUV crossover de lux cu cinci uși produs de producătorul german Porsche din 2014. Este construit la Leipzig, Germania. Gama Macan include numeroase variante, inclusiv Macan, Macan S, Macan S Diesel, Macan GTS și Macan Turbo.

## Legături externe
- Porsche Macan microsite Arhivat în 31 martie 2017, la Wayback Machine.
- Porsche Macan manual